# Feldjacke

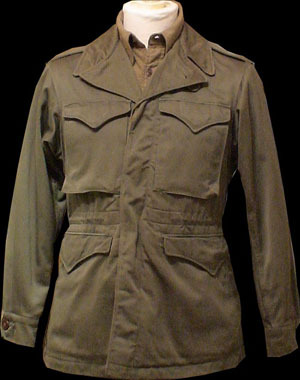
U.S. Army M-1943-Feldjacke

Die Feldjacke ist ein Kleidungsstück der Soldatenuniform und Teil des Feldanzuges, also des Kampfanzuges des Heeres. Das Kleidungsstück besteht meistens aus einem robusten Gewebe wie Moleskin bei der olivgrünen Feldjacke der Bundeswehr, damit es den harten Anforderungen bei Wind und Wetter gewachsen ist.
In Deutschland kam 1934 bei der Panzertruppe der Wehrmacht eine aus schwerem Stoff hergestellte Feldjacke auf, die nach Art der damaligen Skibekleidung geschnitten war. Sie war für den Dienst im Kampfraum von Panzern bestimmt. 
Aus leichtem Stoff war hingegen eine der ersten Feldjacken der US-Streitkräfte, das M1941 Field Jacket. Der Schnitt dieser Wind und Wasser abweisenden Jacke orientierte sich an zivilen Jackets. Es diente, wie diverse Nachfolgemodelle, als Bekleidungsstück in vielen Truppenteilen; allein Fallschirmtruppen und Panzerbesatzungen trugen einen parachutist's coat bzw. ein tanker's jacket.
Die hüftlange amerikanische Feldjacke M-65 machte ab Mitte der 1960er Jahre auch als Zivilkleidung Karriere. Gleiches gilt für die meisten seitdem aufgekommenen Varianten.
Feldjacken gibt es in allen möglichen Ausführungen, olivgrün, khaki oder Tarndruck (Wüste, Wald, Schnee). Typisch für moderne Feldjacken sind viele Außen- und Innentaschen.
Beispiele:
- Am 17. November 1934 wurde für die Panzerbesatzungen des Heeres der deutschen Wehrmacht eine schwarze Uniform eingeführt, die zum Tragen im Kampfraum des Panzers bestimmt war. Sie war nach Art der zeitgenössischen Skibekleidung geschnitten. Die dazugehörige Feldjacke wurde über Kreuz geschlossen und besaß einen großen Kragen mit tiefem, ausgeschlagbarem Revers. Auf außenliegende Taschen und Effekte wurde verzichtet, um ein Verhaken bei Ein- und Aussteigen im engen Kampfraum der Panzer zu verhindern. Die schwarze Feldjacke wurde von der Panzertruppe der Waffen-SS sowie von Teilen der Fallschirm-Panzer-Division 1 Hermann Göring übernommen. Feldgrau, tatsächlich aber schilfgrün, war die Feldjacke der Sturmartillerie. Die feldgraue, später ins bräunlich-olivfarbene spielende Version der Panzeruniform wurde im Laufe des Krieges weiteren Truppen erlaubt, so den Panzergrenadieren, den Besatzungen von Selbstfahrlafetten und Panzerzügen sowie dem Fallschirmjäger-Bataillon „Brandenburg“. Die Kragenpatten waren entweder mit Totenköpfen, Kapellenlitzen oder nach dem speziellen Muster der Waffen-SS besetzt, mitunter aber auch abzeichenlos.
- Bei der Bundeswehr wurde der gefütterte, olivgrüne Parka (Bezeichnung: Jacke, Feld, oliv, gefüttert mit Kapuze) durch die Einführung des Bekleidungssystems 90 von der ungefütterten „Feldjacke, Tarndruck“ mit separater Futterjacke („Unterziehjacke Kälteschutz“) in den 1990er Jahren abgelöst, die aus einem Synthetik-Baumwolle-Gemisch besteht.[1]
- Hersteller der Feldjacke M-65 (US-Streitkräfte) sind unter anderem Alpha Industries[2], Brandit[3], Propper usw. Sie wurde von der fiktiven Figur Horst Schimanski in Fernseh- und Kinofilmen ohne Schulterklappen getragen.[4]

## Mode
Feldjacken haben auch Einzug gehalten in die Alltagskleidung und die Kleidermode. Zum Teil lassen sich Designer in ihren Entwürfen von Feldjacken inspirieren, so dass im Einzelhandel immer wieder Jacken angeboten werden, die ästhetisch Feldjacken ähneln, zum Teil mit plakativen Schriftzügen oder Grafiken bedruckt oder bestickt, teils sogar mit Strass.